# Lijst van titels van Martina Navrátilová
Het totaal aantal titels van Martina Navrátilová is 355, waarvan 167 in het enkelspel, 177 in het dubbelspel, 11 in het gemengd dubbelspel.
| Legenda                | Legenda                  |
| ---------------------- | ------------------------ |
| Grandslamtoernooi      |                          |
| Olympische Spelen      |                          |
| Year-End Championships |                          |
| tot 2009               | 2009 – 2020 / vanaf 2021 |
| Tier I                 | Premier Mandatory        |
| Tier II                | Premier Five / WTA 1000  |
| Tier III               | Premier / WTA 500        |
| Tier IV & V            | International / WTA 250  |
|                        | Challenger / WTA 125     |

## Enkelspeltitels (167)
| Nr.  | Datum      | Toernooi            | Ondergrond    | Tegenstandster in finale | Score              |         |
| ---- | ---------- | ------------------- | ------------- | ------------------------ | ------------------ | ------- |
| 1.   | 1974-09-22 | WTA Orlando         | gravel        | Julie Heldman            | 7-6, 6-4           | details |
| 2.   | 1975-02-02 | WTA Fairfax         | tapijt (i)    | Kerry Melville           | 6-3, 6-1           | details |
| 3.   | 1975-03-09 | WTA Boston          | tapijt (i)    | Evonne Goolagong         | 6-2, 4-6, 6-3      | details |
| 4.   | 1975-09-18 | WTA Charlotte       | gravel        | Evonne Goolagong         | 4-6, 6-2, 7-5      | details |
| 5.   | 1975-09-28 | WTA Denver          | tapijt (i)    | Carrie Meyer             | 4-6, 6-4, 6-3      | details |
| 6.   | 1976-01-18 | WTA Houston         | tapijt (i)    | Chris Evert              | 6-3, 6-4           | details |
| 7.   | 1976-12-05 | WTA Sydney          | gras          | Betty Stöve              | 7-5, 6-2           | details |
| 8.   | 1977-01-09 | WTA Washington      | tapijt (i)    | Chris Evert              | 6-2, 6-3           | details |
| 9.   | 1977-01-23 | WTA Houston         | tapijt (i)    | Sue Barker               | 7-6, 7-5           | details |
| 10.  | 1977-01-30 | WTA Minneapolis     | tapijt (i)    | Sue Barker               | 6-0, 6-1           | details |
| 11.  | 1977-02-27 | WTA Detroit         | tapijt (i)    | Sue Barker               | 6-4, 6-4           | details |
| 12.  | 1977-06-18 | WTA Edinburgh       | gras          | Kristien Kemmer          | 2-6, 9-8, 7-5      | details |
| 13.  | 1977-08-28 | WTA Charlotte       | gravel        | Mima Jaušovec            | 3-6, 6-2, 6-1      | details |
| 14.  | 1978-01-08 | WTA Washington      | tapijt (i)    | Betty Stöve              | 7-5, 6-4           | details |
| 15.  | 1978-01-22 | WTA Houston         | tapijt (i)    | Billie Jean King         | 1-6, 6-2, 6-2      | details |
| 16.  | 1978-01-29 | WTA Los Angeles     | hardcourt (i) | Rosie Casals             | 6-3, 6-2           | details |
| 17.  | 1978-02-05 | WTA Chicago         | tapijt (i)    | Evonne Goolagong         | 6-7, 6-2, 6-2      | details |
| 18.  | 1978-02-12 | WTA Seattle         | tapijt (i)    | Betty Stöve              | 6-1, 1-6, 6-1      | details |
| 19.  | 1978-02-26 | WTA Detroit         | tapijt (i)    | Dianne Fromholtz         | 6-3, 6-2           | details |
| 20.  | 1978-03-05 | WTA Kansas City     | hardcourt (i) | Billie Jean King         | 7-5, 2-6, 6-3      | details |
| 21.  | 1978-04-02 | WTA Championships   | tapijt (i)    | Evonne Goolagong         | 7-6, 6-4           | details |
| 22.  | 1978-06-25 | WTA Eastbourne      | gras          | Chris Evert              | 6-4, 4-6, 9-7      | details |
| 23.  | 1978-07-09 | Wimbledon           | gras          | Chris Evert              | 2-6, 6-4, 7-5      | details |
| 24.  | 1978-10-08 | WTA Phoenix         | hardcourt     | Tracy Austin             | 6-4, 6-2           | details |
| 25.  | 1979-01-14 | WTA Oakland         | tapijt (i)    | Chris Evert              | 7-5, 7-5           | details |
| 26.  | 1979-01-21 | WTA Houston         | tapijt (i)    | Virginia Wade            | 6-3, 6-2           | details |
| 27.  | 1979-02-04 | WTA Chicago         | tapijt (i)    | Tracy Austin             | 6-3, 6-4           | details |
| 28.  | 1979-03-04 | WTA Dallas          | tapijt (i)    | Chris Evert              | 6-4, 6-4           | details |
| 29.  | 1979-03-25 | WTA Championships   | tapijt (i)    | Tracy Austin             | 6-3, 3-6, 6-2      | details |
| 30.  | 1979-07-08 | Wimbledon           | gras          | Chris Evert              | 6-4, 6-4           | details |
| 31.  | 1979-08-19 | WTA Richmond        | tapijt (i)    | Kathy Jordan             | 6-1, 6-3           | details |
| 32.  | 1979-09-30 | WTA Atlanta         | tapijt (i)    | Wendy Turnbull           | 7-6, 6-4           | details |
| 33.  | 1979-10-14 | WTA Phoenix         | hardcourt     | Chris Evert              | 6-1, 6-3           | details |
| 34.  | 1979-11-25 | WTA Brighton        | tapijt (i)    | Chris Evert              | 6-3, 6-3           | details |
| 35.  | 1980-01-08 | WTA Washington      | tapijt (i)    | Tracy Austin             | 6-2, 6-1           | details |
| 36.  | 1980-01-20 | WTA Kansas City     | tapijt (i)    | Greer Stevens            | 6-0, 6-2           | details |
| 37.  | 1980-01-27 | WTA Chicago         | tapijt (i)    | Chris Evert              | 6-4, 6-4           | details |
| 38.  | 1980-02-10 | WTA Inglewood       | tapijt (i)    | Tracy Austin             | 6-2, 6-0           | details |
| 39.  | 1980-02-17 | WTA Oakland         | tapijt (i)    | Evonne Goolagong         | 6-1, 7-6           | details |
| 40.  | 1980-03-09 | WTA Dallas          | tapijt (i)    | Evonne Goolagong         | 6-3, 6-2           | details |
| 41.  | 1980-04-20 | WTA Amelia Island   | gravel        | Hana Mandlíková          | 5-7, 6-3, 6-2      | details |
| 42.  | 1980-05-04 | WTA Orlando         | gravel        | Tracy Austin             | 6-2, 6-4           | details |
| 43.  | 1980-07-20 | WTA Montréal        | hardcourt     | Greer Stevens            | 6-2, 6-1           | details |
| 44.  | 1980-07-27 | WTA Richmond        | tapijt (i)    | Mary-Lou Piatek          | 6-3, 6-0           | details |
| 45.  | 1980-11-28 | WTA Tokio           | tapijt (i)    | Tracy Austin             | 6-4, 6-3           | details |
| 46.  | 1981-01-25 | WTA Cincinnati      | tapijt (i)    | Sylvia Hanika            | 6-2, 6-4           | details |
| 47.  | 1981-02-01 | WTA Chicago         | tapijt (i)    | Hana Mandlíková          | 6-4, 6-2           | details |
| 48.  | 1981-03-08 | WTA Inglewood       | tapijt (i)    | Andrea Jaeger            | 6-4, 6-0           | details |
| 49.  | 1981-03-15 | WTA Dallas          | tapijt (i)    | Pam Shriver              | 6-2, 6-4           | details |
| 50.  | 1981-03-29 | WTA Championships   | tapijt (i)    | Andrea Jaeger            | 6-3, 7-6           | details |
| 51.  | 1981-05-03 | WTA Orlando         | gravel        | Andrea Jaeger            | 7-5, 6-3           | details |
| 52.  | 1981-10-04 | WTA Minneapolis     | tapijt (i)    | Tracy Austin             | 6-0, 6-2           | details |
| 53.  | 1981-10-11 | WTA Tampa           | hardcourt     | Bettina Bunge            | 5-7, 6-2, 6-0      | details |
| 54.  | 1981-11-27 | WTA Tokio           | tapijt (i)    | Chris Evert              | 6-3, 6-2           | details |
| 55.  | 1981-12-13 | Australian Open     | gras          | Chris Evert              | 6-7, 6-4, 7-5      | details |
| 56.  | 1982-01-10 | WTA Washington      | tapijt (i)    | Anne Smith               | 6-2, 6-3           | details |
| 57.  | 1982-01-24 | WTA Seattle         | tapijt (i)    | Andrea Jaeger            | 6-2, 6-0           | details |
| 58.  | 1982-01-31 | WTA Chicago         | tapijt (i)    | Wendy Turnbull           | 6-4, 6-1           | details |
| 59.  | 1982-02-14 | WTA Kansas City     | tapijt (i)    | Barbara Potter           | 6-2, 6-2           | details |
| 60.  | 1982-03-14 | WTA Dallas          | tapijt (i)    | Mima Jaušovec            | 6-3, 6-2           | details |
| 61.  | 1982-04-11 | WTA Hilton Head     | gravel        | Andrea Jaeger            | 6-4, 6-2           | details |
| 62.  | 1982-05-02 | WTA Orlando         | gravel        | Wendy Turnbull           | 6-2, 7-5           | details |
| 63.  | 1982-06-06 | Roland Garros       | gravel        | Andrea Jaeger            | 7-6, 6-1           | details |
| 64.  | 1982-06-20 | WTA Eastbourne      | gras          | Hana Mandlíková          | 6-4, 6-3           | details |
| 65.  | 1982-07-04 | Wimbledon           | gras          | Chris Evert              | 6-1, 3-6, 6-2      | details |
| 66.  | 1982-08-22 | WTA Montréal        | hardcourt     | Andrea Jaeger            | 6-3, 7-5           | details |
| 67.  | 1982-10-24 | WTA Filderstadt     | hardcourt (i) | Tracy Austin             | 6-3, 6-3           | details |
| 68.  | 1982-10-31 | WTA Brighton        | tapijt (i)    | Chris Evert              | 6-1, 6-4           | details |
| 69.  | 1982-11-28 | WTA Sydney          | gras          | Evonne Goolagong         | 6-0, 3-6, 6-1      | details |
| 70.  | 1982-12-19 | WTA East Rutherford | hardcourt (i) | Chris Evert              | 4-6, 6-1, 6-2      | details |
| 71.  | 1983-01-09 | WTA Washington      | tapijt (i)    | Sylvia Hanika            | 6-1, 6-1           | details |
| 72.  | 1983-01-16 | WTA Houston         | tapijt (i)    | Sylvia Hanika            | 6-3, 7-6           | details |
| 73.  | 1983-02-20 | WTA Chicago         | tapijt (i)    | Andrea Jaeger            | 6-3, 6-2           | details |
| 74.  | 1983-03-13 | WTA Dallas          | tapijt (i)    | Chris Evert              | 6-4, 6-0           | details |
| 75.  | 1983-03-27 | WTA Championships   | tapijt (i)    | Chris Evert              | 6-2, 6-0           | details |
| 76.  | 1983-04-10 | WTA Hilton Head     | gravel        | Tracy Austin             | 5-7, 6-1, 6-0      | details |
| 77.  | 1983-04-24 | WTA Orlando         | gravel        | Andrea Jaeger            | 6-1, 7-5           | details |
| 78.  | 1983-06-19 | WTA Eastbourne      | gras          | Wendy Turnbull           | 6-1, 6-1           | details |
| 79.  | 1983-07-03 | Wimbledon           | gras          | Andrea Jaeger            | 6-0, 6-3           | details |
| 80.  | 1983-08-14 | WTA Los Angeles     | hardcourt     | Chris Evert              | 6-1, 6-3           | details |
| 81.  | 1983-08-21 | WTA Toronto         | hardcourt     | Chris Evert              | 6-4, 4-6, 6-1      | details |
| 82.  | 1983-09-11 | US Open             | hardcourt     | Chris Evert              | 6-1, 6-3           | details |
| 83.  | 1983-10-16 | WTA Tarpon Springs  | hardcourt     | Pam Shriver              | 6-3, 6-2           | details |
| 84.  | 1983-10-30 | WTA Stuttgart       | hardcourt (i) | Catherine Tanvier        | 6-1, 6-2           | details |
| 85.  | 1983-11-25 | WTA Tokio           | tapijt (i)    | Chris Evert              | 6-2, 6-2           | details |
| 86.  | 1983-12-11 | Australian Open     | gras          | Kathy Jordan             | 6-2, 7-6           | details |
| 87.  | 1984-02-26 | WTA Livingston      | tapijt (i)    | Chris Evert              | 6-2, 7-6           | details |
| 88.  | 1984-03-04 | WTA Championships   | tapijt (i)    | Chris Evert              | 6-3, 7-5, 6-1      | details |
| 89.  | 1984-04-22 | WTA Amelia Island   | gravel        | Chris Evert              | 6-2, 6-0           | details |
| 90.  | 1984-04-29 | WTA Orlando         | gravel        | Laura Arraya             | 6-0, 6-1           | details |
| 91.  | 1984-06-10 | Roland Garros       | gravel        | Chris Evert              | 6-3, 6-1           | details |
| 92.  | 1984-06-24 | WTA Eastbourne      | gras          | Kathy Jordan             | 6-4, 6-1           | details |
| 93.  | 1984-07-08 | Wimbledon           | gras          | Chris Evert              | 7-6, 6-2           | details |
| 94.  | 1984-08-05 | WTA Newport (VS)    | gras          | Gigi Fernández           | 6-3, 7-6           | details |
| 95.  | 1984-08-19 | WTA Mahwah          | hardcourt     | Pam Shriver              | 6-4, 4-6, 7-5      | details |
| 96.  | 1984-09-09 | US Open             | hardcourt     | Chris Evert              | 4-6, 6-4, 6-4      | details |
| 97.  | 1984-09-23 | WTA Fort Lauderdale | hardcourt     | Michelle Torres          | 6-1, 6-0           | details |
| 98.  | 1984-09-30 | WTA New Orleans     | tapijt (i)    | Zina Garrison            | 6-4, 6-3           | details |
| 99.  | 1984-11-25 | WTA Sydney          | gras          | Ann Henricksson          | 6-1, 6-1           | details |
| 100. | 1985-01-13 | WTA Washington      | tapijt (i)    | Manuela Maleeva          | 6-3, 6-2           | details |
| 101. | 1985-02-11 | WTA Delray Beach    | hardcourt     | Chris Evert              | 6-2, 6-4           | details |
| 102. | 1985-03-17 | WTA Dallas          | tapijt (i)    | Chris Evert              | 6-3, 6-4           | details |
| 103. | 1985-03-24 | WTA Championships   | tapijt (i)    | Helena Suková            | 6-3, 7-5, 6-4      | details |
| 104. | 1985-04-28 | WTA Orlando         | gravel        | Katerina Maleeva         | 6-1, 6-0           | details |
| 105. | 1985-05-05 | WTA Sugar Land      | gravel        | Elise Burgin             | 6-4, 6-1           | details |
| 106. | 1985-06-23 | WTA Eastbourne      | gras          | Helena Suková            | 6-4, 6-3           | details |
| 107. | 1985-07-07 | Wimbledon           | gras          | Chris Evert              | 4-6, 6-3, 6-2      | details |
| 108. | 1985-10-06 | WTA Fort Lauderdale | hardcourt     | Steffi Graf              | 6-3, 6-1           | details |
| 109. | 1985-11-17 | WTA Brisbane        | gras          | Pam Shriver              | 6-3, 7-5           | details |
| 110. | 1985-11-24 | WTA Sydney          | gras          | Hana Mandlíková          | 3-6, 6-1, 6-2      | details |
| 111. | 1985-12-08 | Australian Open     | gras          | Chris Evert              | 6-2, 4-6, 6-2      | details |
| 112. | 1986-01-12 | WTA Washington      | tapijt (i)    | Pam Shriver              | 6-1, 6-4           | details |
| 113. | 1986-01-19 | WTA Worcester       | tapijt (i)    | Claudia Kohde-Kilsch     | 4-6, 6-1, 6-4      | details |
| 114. | 1986-03-09 | WTA Princeton       | tapijt (i)    | Helena Suková            | 3-6, 6-0, 7-6      | details |
| 115. | 1986-03-16 | WTA Dallas          | tapijt (i)    | Chris Evert              | 6-2, 6-1           | details |
| 116. | 1986-03-23 | WTA Championships   | tapijt (i)    | Hana Mandlíková          | 6-2, 6-0, 3-6, 6-1 | details |
| 117. | 1986-06-22 | WTA Eastbourne      | gras          | Helena Suková            | 3-6, 6-3, 6-4      | details |
| 118. | 1986-07-06 | Wimbledon           | gras          | Hana Mandlíková          | 7-6, 6-3           | details |
| 119. | 1986-08-17 | WTA Los Angeles     | hardcourt     | Chris Evert              | 7-6, 6-3           | details |
| 120. | 1986-09-07 | US Open             | hardcourt     | Helena Suková            | 6-3, 6-2           | details |
| 121. | 1986-10-05 | WTA New Orleans     | tapijt (i)    | Pam Shriver              | 6-1, 4-6, 6-2      | details |
| 122. | 1986-10-19 | WTA Filderstadt     | hardcourt (i) | Hana Mandlíková          | 6-2, 6-3           | details |
| 123. | 1986-11-09 | WTA Worcester       | tapijt (i)    | Hana Mandlíková          | 6-2, 6-2           | details |
| 124. | 1986-11-16 | WTA Chicago         | tapijt (i)    | Hana Mandlíková          | 7-5, 7-5           | details |
| 125. | 1986-11-23 | WTA Championships   | tapijt (i)    | Steffi Graf              | 7-6, 6-3, 6-2      | details |
| 126. | 1987-07-05 | Wimbledon           | gras          | Steffi Graf              | 7-5, 6-3           | details |
| 127. | 1987-09-13 | US Open             | hardcourt     | Steffi Graf              | 7-6, 6-1           | details |
| 128. | 1987-10-18 | WTA Filderstadt     | hardcourt (i) | Chris Evert              | 7-5, 6-1           | details |
| 129. | 1987-11-15 | WTA Chicago         | tapijt (i)    | Natallja Zverava         | 6-1, 6-2           | details |
| 130. | 1988-02-14 | WTA Dallas          | tapijt (i)    | Pam Shriver              | 6-0, 6-3           | details |
| 131. | 1988-02-21 | WTA Oakland         | tapijt (i)    | Larisa Savtsjenko        | 6-1, 6-2           | details |
| 132. | 1988-02-28 | WTA Fairfax         | tapijt (i)    | Pam Shriver              | 6-0, 6-2           | details |
| 133. | 1988-04-10 | WTA Hilton Head     | gravel        | Gabriela Sabatini        | 6-1, 4-6, 6-4      | details |
| 134. | 1988-04-17 | WTA Amelia Island   | gravel        | Gabriela Sabatini        | 6-0, 6-2           | details |
| 135. | 1988-06-19 | WTA Eastbourne      | gras          | Natallja Zverava         | 6-2, 6-2           | details |
| 136. | 1988-10-16 | WTA Filderstadt     | hardcourt (i) | Chris Evert              | 6-2, 6-3           | details |
| 137. | 1988-11-06 | WTA Worcester       | tapijt (i)    | Natallja Zverava         | 6-7, 6-4, 6-3      | details |
| 138. | 1988-11-13 | WTA Chicago         | tapijt (i)    | Chris Evert              | 6-2, 6-2           | details |
| 139. | 1989-01-15 | WTA Sydney          | hardcourt     | Catarina Lindqvist       | 6-2, 6-4           | details |
| 140. | 1989-02-05 | WTA Tokio           | tapijt (i)    | Lori McNeil              | 6-7, 6-3, 7-6      | details |
| 141. | 1989-06-18 | WTA Birmingham      | gras          | Zina Garrison            | 7-6, 6-3           | details |
| 142. | 1989-06-25 | WTA Eastbourne      | gras          | Raffaella Reggi          | 7-6, 6-2           | details |
| 143. | 1989-08-13 | WTA Los Angeles     | hardcourt     | Gabriela Sabatini        | 6-0, 6-2           | details |
| 144. | 1989-08-27 | WTA Toronto         | hardcourt     | Arantxa Sánchez Vicario  | 6-2, 6-2           | details |
| 145. | 1989-09-24 | WTA Dallas          | tapijt (i)    | Monica Seles             | 7-6, 6-3           | details |
| 146. | 1989-11-05 | WTA Worcester       | tapijt (i)    | Zina Garrison            | 6-2, 6-3           | details |
| 147. | 1990-02-18 | WTA Chicago         | tapijt (i)    | Manuela Maleeva          | 6-3, 6-2           | details |
| 148. | 1990-02-25 | WTA Washington      | tapijt (i)    | Zina Garrison            | 6-1, 6-0           | details |
| 149. | 1990-03-04 | WTA Indian Wells    | hardcourt     | Helena Suková            | 6-2, 5-7, 6-1      | details |
| 150. | 1990-04-08 | WTA Hilton Head     | gravel        | Jennifer Capriati        | 6-2, 6-4           | details |
| 151. | 1990-06-24 | WTA Eastbourne      | gras          | Gretchen Rush            | 6-0, 6-2           | details |
| 152. | 1990-07-08 | Wimbledon           | gras          | Zina Garrison            | 6-4, 6-1           | details |
| 153. | 1991-02-17 | WTA Chicago         | tapijt (i)    | Zina Garrison            | 6-1, 6-2           | details |
| 154. | 1991-03-03 | WTA Palm Springs    | hardcourt     | Monica Seles             | 6-2, 7-6           | details |
| 155. | 1991-06-16 | WTA Birmingham      | gras          | Natallja Zverava         | 6-4, 7-6           | details |
| 156. | 1991-06-23 | WTA Eastbourne      | gras          | Arantxa Sánchez Vicario  | 6-4, 6-4           | details |
| 157. | 1991-11-10 | WTA Oakland         | tapijt (i)    | Monica Seles             | 6-3, 3-6, 6-3      | details |
| 158. | 1992-02-16 | WTA Chicago         | tapijt (i)    | Jana Novotná             | 7-6, 4-6, 7-5      | details |
| 159. | 1992-03-29 | WTA San Antonio     | hardcourt     | Nathalie Tauziat         | 6-2, 6-1           | details |
| 160. | 1992-08-16 | WTA Los Angeles     | hardcourt     | Monica Seles             | 6-4, 6-2           | details |
| 161. | 1992-10-18 | WTA Filderstadt     | hardcourt (i) | Gabriela Sabatini        | 7-6, 6-3           | details |
| 162. | 1993-02-07 | WTA Tokio           | tapijt (i)    | Larisa Neiland           | 6-2, 6-2           | details |
| 163. | 1993-02-21 | WTA Parijs          | tapijt (i)    | Monica Seles             | 6-3, 4-6, 7-6      | details |
| 164. | 1993-06-20 | WTA Eastbourne      | gras          | Miriam Oremans           | 2-6, 6-2, 6-3      | details |
| 165. | 1993-08-15 | WTA Los Angeles     | hardcourt     | Arantxa Sánchez Vicario  | 7-5, 7-6           | details |
| 166. | 1993-11-07 | WTA Oakland         | tapijt (i)    | Zina Garrison            | 6-2, 7-6           | details |
| 167. | 1994-02-20 | WTA Parijs          | tapijt (i)    | Julie Halard             | 7-5, 6-3           | details |

## Enkelspel verloren finales (73)
| Nr. | Datum      | Toernooi            | Ondergrond    | Tegenstandster in finale | Score               |         |
| --- | ---------- | ------------------- | ------------- | ------------------------ | ------------------- | ------- |
| 1.  | 1974-05-26 | WTA Hamburg         | gravel        | Helga Masthoff           | 4-6, 7-5, 3-6       | details |
| 2.  | 1974-06-02 | WTA Rome            | gravel        | Chris Evert              | 3-6, 3-6            | details |
| 3.  | 1975-01-03 | Australian Open     | gras          | Evonne Goolagong         | 3-6, 2-6            | details |
| 4.  | 1975-02-16 | WTA Chicago         | tapijt (i)    | Margaret Court           | 3-6, 6-3, 2-6       | details |
| 5.  | 1975-03-23 | WTA Dallas          | tapijt (i)    | Virginia Wade            | 6-2, 6-7, 3-4, opg. | details |
| 6.  | 1975-04-08 | WTA Championships   | tapijt (i)    | Chris Evert              | 4-6, 2-6            | details |
| 7.  | 1975-04-27 | WTA Amelia Island   | gravel        | Chris Evert              | 5-7, 4-6            | details |
| 8.  | 1975-06-01 | WTA Rome            | gravel        | Chris Evert              | 1-6, 0-6            | details |
| 9.  | 1975-06-15 | Roland Garros       | gravel        | Chris Evert              | 6-2, 2-6, 1-6       | details |
| 10. | 1975-09-21 | WTA Atlanta         | tapijt (i)    | Chris Evert              | 6-2, 2-6, 0-6       | details |
| 11. | 1975-10-19 | WTA Orlando         | gravel        | Chris Evert              | forfait             | details |
| 12. | 1976-03-21 | WTA Dallas          | tapijt (i)    | Evonne Goolagong         | 1-6, 1-6            | details |
| 13. | 1977-02-06 | WTA Seattle         | tapijt (i)    | Chris Evert              | 2-6, 4-6            | details |
| 14. | 1977-02-20 | WTA Los Angeles     | hardcourt (i) | Chris Evert              | 2-6, 6-2, 1-6       | details |
| 15. | 1977-03-20 | WTA Philadelphia    | hardcourt (i) | Chris Evert              | 4-6, 6-4, 3-6       | details |
| 16. | 1977-04-21 | WTA Tucson          | hardcourt     | Chris Evert              | 3-6, 6-7            | details |
| 17. | 1977-09-18 | WTA Tokio           | tapijt (i)    | Virginia Wade            | 5-7, 7-5, 4-6       | details |
| 18. | 1977-11-28 | WTA Tokio           | tapijt (i)    | Billie Jean King         | 5-7, 7-5, 1-6       | details |
| 19. | 1978-10-01 | WTA Atlanta         | tapijt (i)    | Chris Evert              | 6-7, 6-0, 3-6       | details |
| 20. | 1978-11-20 | WTA Palm Springs    | hardcourt     | Chris Evert              | 3-6, 3-6            | details |
| 21. | 1978-11-27 | WTA Tokyo & Kobe    | tapijt (i)    | Tracy Austin             | 1-6, 1-6            | details |
| 22. | 1978-12-22 | WTA Tokio           | tapijt (i)    | Chris Evert              | 5-7, 2-6            | details |
| 23. | 1979-01-07 | WTA Washington      | tapijt (i)    | Tracy Austin             | 3-6, 2-6            | details |
| 24. | 1979-02-18 | WTA Inglewood       | tapijt (i)    | Chris Evert              | 3-6, 4-6            | details |
| 25. | 1979-06-24 | WTA Eastbourne      | gras          | Chris Evert              | 5-7, 7-5, 11-13     | details |
| 26. | 1979-08-05 | WTA San Diego       | hardcourt     | Tracy Austin             | 4-6, 2-6            | details |
| 27. | 1979-11-11 | WTA Filderstadt     | hardcourt (i) | Tracy Austin             | 2-6, 0-6            | details |
| 28. | 1979-12-21 | WTA Tokio           | tapijt (i)    | Tracy Austin             | 2-6, 1-6            | details |
| 29. | 1980-03-02 | WTA Houston         | tapijt (i)    | Billie Jean King         | 1-6, 3-6            | details |
| 30. | 1980-03-23 | WTA Championships   | tapijt (i)    | Tracy Austin             | 2-6, 6-2, 2-6       | details |
| 31. | 1980-04-04 | WTA Carlsbad        | hardcourt     | Tracy Austin             | 5-7, 2-6            | details |
| 32. | 1980-10-26 | WTA Brighton        | tapijt (i)    | Chris Evert              | 4-6, 7-5, 3-6       | details |
| 33. | 1981-01-18 | WTA Kansas City     | tapijt (i)    | Andrea Jaeger            | 6-3, 3-6, 5-7       | details |
| 34. | 1981-04-26 | WTA Amelia Island   | gravel        | Chris Evert              | 0-6, 0-6            | details |
| 35. | 1981-09-13 | US Open             | hardcourt     | Tracy Austin             | 6-1, 6-7, 6-7       | details |
| 36. | 1981-11-01 | WTA Filderstadt     | hardcourt (i) | Tracy Austin             | 6-4, 3-6, 4-6       | details |
| 37. | 1981-11-29 | WTA Sydney          | gras          | Chris Evert              | 4-6, 6-2, 1-6       | details |
| 38. | 1981-12-20 | WTA East Rutherford | hardcourt (i) | Tracy Austin             | 6-2, 4-6, 2-6       | details |
| 39. | 1982-03-28 | WTA Championships   | tapijt (i)    | Sylvia Hanika            | 6-1, 3-6, 4-6       | details |
| 40. | 1982-12-05 | Australian Open     | gras          | Chris Evert              | 3-6, 6-2, 3-6       | details |
| 41. | 1984-01-15 | WTA Oakland         | tapijt (i)    | Hana Mandlíková          | 6-7, 6-3, 4-6       | details |
| 42. | 1985-01-27 | WTA Miami           | hardcourt     | Chris Evert              | 2-6, 4-6            | details |
| 43. | 1985-06-09 | Roland Garros       | gravel        | Chris Evert              | 3-6, 7-6, 5-7       | details |
| 44. | 1985-09-08 | US Open             | hardcourt     | Hana Mandlíková          | 6-7, 6-1, 6-7       | details |
| 45. | 1986-05-18 | WTA Berlijn         | gravel        | Steffi Graf              | 2-6, 3-6            | details |
| 46. | 1986-06-08 | Roland Garros       | gravel        | Chris Evert              | 6-2, 3-6, 3-6       | details |
| 47. | 1987-01-25 | Australian Open     | gras          | Hana Mandlíková          | 5-7, 6-7            | details |
| 48. | 1987-04-26 | WTA Houston         | gravel        | Chris Evert              | 6-3, 1-6, 6-7       | details |
| 49. | 1987-06-07 | Roland Garros       | gravel        | Steffi Graf              | 4-6, 6-4, 6-8       | details |
| 50. | 1987-06-21 | WTA Eastbourne      | gras          | Helena Suková            | 6-7, 3-6            | details |
| 51. | 1988-04-24 | WTA Houston         | gravel        | Chris Evert              | 0-6, 4-6            | details |
| 52. | 1988-07-03 | Wimbledon           | gras          | Steffi Graf              | 7-5, 2-6, 1-6       | details |
| 53. | 1989-07-09 | Wimbledon           | gras          | Steffi Graf              | 2-6, 7-6, 1-6       | details |
| 54. | 1989-09-10 | US Open             | hardcourt     | Steffi Graf              | 6-3, 5-7, 1-6       | details |
| 55. | 1989-11-19 | WTA Championships   | tapijt (i)    | Steffi Graf              | 4-6, 5-7, 6-2, 2-6  | details |
| 56. | 1990-05-13 | WTA Rome            | gravel        | Monica Seles             | 1-6, 1-6            | details |
| 57. | 1990-08-19 | WTA Los Angeles     | hardcourt     | Monica Seles             | 4-6, 6-3, 6-7       | details |
| 58. | 1990-11-04 | WTA Oakland         | tapijt (i)    | Monica Seles             | 3-6, 6-7            | details |
| 59. | 1991-02-03 | WTA Tokio           | tapijt (i)    | Gabriela Sabatini        | 6-2, 2-6, 4-6       | details |
| 60. | 1991-09-08 | US Open             | hardcourt     | Monica Seles             | 6-7, 1-6            | details |
| 61. | 1991-10-06 | WTA Milaan          | tapijt (i)    | Monica Seles             | 3-6, 6-3, 4-6       | details |
| 62. | 1991-10-20 | WTA Filderstadt     | hardcourt (i) | Anke Huber               | 6-2, 2-6, 6-7       | details |
| 63. | 1991-11-24 | WTA Championships   | tapijt (i)    | Monica Seles             | 4-6, 6-3, 5-7, 0-6  | details |
| 64. | 1992-02-02 | WTA Tokio           | tapijt (i)    | Gabriela Sabatini        | 2-6, 6-4, 2-6       | details |
| 65. | 1992-10-11 | WTA Zürich          | tapijt (i)    | Steffi Graf              | 6-2, 5-7, 5-7       | details |
| 66. | 1992-11-08 | WTA Oakland         | tapijt (i)    | Monica Seles             | 3-6, 4-6            | details |
| 67. | 1992-11-22 | WTA Championships   | tapijt (i)    | Monica Seles             | 5-7, 3-6, 1-6       | details |
| 68. | 1993-02-14 | WTA Chicago         | tapijt (i)    | Monica Seles             | 6-3, 2-6, 1-6       | details |
| 69. | 1993-10-10 | WTA Zürich          | tapijt (i)    | Manuela Maleeva          | 3-6, 6-7            | details |
| 70. | 1994-02-06 | WTA Tokio           | tapijt (i)    | Steffi Graf              | 2-6, 4-6            | details |
| 71. | 1994-05-08 | WTA Rome            | gravel        | Conchita Martínez        | 6-7, 4-6            | details |
| 72. | 1994-07-03 | Wimbledon           | gras          | Conchita Martínez        | 4-6, 6-3, 3-6       | details |
| 73. | 1994-11-06 | WTA Oakland         | tapijt (i)    | Arantxa Sánchez Vicario  | 6-1, 6-7, 6-7       | details |

## Dubbelspel gewonnen titels (177)
| Nr.  | Datum      | Toernooi            | Ondergrond    | Partner                  | Tegenstandsters in finale                   | Score         |         |
| ---- | ---------- | ------------------- | ------------- | ------------------------ | ------------------------------------------- | ------------- | ------- |
| 1.   | 1974-03-11 | WTA Dallas          | tapijt (i)    | Isabel Fernández de Soto | Karen Krantzcke Virginia Wade               | 6-3, 3-6, 6-3 | details |
| 2.   | 1974-12-15 | WTA Perth           | gras          | Olga Morozova            | Lesley Hunt Kazuko Sawamatsu                | 6-1, 6-3      | details |
| 3.   | 1975-02-16 | WTA Chicago         | tapijt (i)    | Chris Evert              | Margaret Court Olga Morozova                | 6-2, 7-6      | details |
| 4.   | 1975-02-23 | WTA Detroit         | tapijt (i)    | Lesley Hunt              | Françoise Dürr Betty Stöve                  | 2-6, 7-5, 6-2 | details |
| 5.   | 1975-06-01 | WTA Rome            | gravel        | Chris Evert              | Sue Barker Glynis Coles                     | 6-1, 6-2      | details |
| 6.   | 1975-06-15 | Roland Garros       | gravel        | Chris Evert              | Julie Anthony Olga Morozova                 | 6-3, 6-2      | details |
| 7.   | 1975-08-24 | WTA Harrison        | gravel        | Chris Evert              | Margaret Court Virginia Wade                | 7-5, 6-7, 6-4 | details |
| 8.   | 1975-09-21 | WTA Atlanta         | tapijt (i)    | Chris Evert              | Françoise Dürr Betty Stöve                  | 6-4, 5-7, 6-2 | details |
| 9.   | 1975-10-05 | WTA Palm Springs    | hardcourt (i) | Chris Evert              | Gail Glasgow Betty-Ann Stuart               | 6-3, 7-5      | details |
| 10.  | 1976-02-29 | WTA Sarasota        | tapijt (i)    | Betty Stöve              | Mona Guerrant Ann Kiyomura                  | 6-1, 6-0      | details |
| 11.  | 1976-07-04 | Wimbledon           | gras          | Chris Evert              | Billie Jean King Betty Stöve                | 6-1, 3-6, 7-5 | details |
| 12.  | 1976-10-23 | WTA Palm Springs    | hardcourt     | Chris Evert              | Billie Jean King Betty Stöve                | 6-2, 6-4      | details |
| 13.  | 1976-12-05 | WTA Sydney          | gras          | Betty Stöve              | Françoise Dürr Ann Kiyomura                 | 6-3, 7-5      | details |
| 14.  | 1977-01-09 | WTA Washington      | tapijt (i)    | Betty Stöve              | Kristien Kemmer Valerie Ziegenfuss          | 7-5, 6-2      | details |
| 15.  | 1977-01-16 | WTA Hollywood       | tapijt (i)    | Betty Stöve              | Rosie Casals Chris Evert                    | 6-4, 3-6, 6-4 | details |
| 16.  | 1977-01-23 | WTA Houston         | tapijt (i)    | Betty Stöve              | Sue Barker Ann Kiyomura                     | 4-6, 6-2, 6-1 | details |
| 17.  | 1977-01-30 | WTA Minneapolis     | tapijt (i)    | Rosie Casals             | Mima Jaušovec Virginia Ruzici               | 6-2, 6-1      | details |
| 18.  | 1977-02-27 | WTA Detroit         | tapijt (i)    | Betty Stöve              | Janet Newberry JoAnne Russell               | 6-3, 6-4      | details |
| 19.  | 1977-03-13 | WTA Dallas          | tapijt (i)    | Betty Stöve              | Kerry Reid Greer Stevens                    | 6-2, 6-4      | details |
| 20.  | 1977-04-10 | WTA Tokio           |               | Betty Stöve              | Françoise Dürr Virginia Wade                | 7-5, 6-3      | details |
| 21.  | 1977-08-28 | WTA Charlotte       | gravel        | Betty Stöve              | Regina Maršíková Pam Teeguarden             | 6-4, 6-4      | details |
| 22.  | 1977-09-11 | US Open             | gravel        | Betty Stöve              | Renée Richards Betty-Ann Stuart             | 6-1, 7-6      | details |
| 23.  | 1977-10-09 | WTA Atlanta         | tapijt (i)    | Betty Stöve              | Brigitte Cuypers Marise Kruger              | 6-4, 6-2      | details |
| 24.  | 1977-10-16 | WTA Phoenix         | hardcourt     | Billie Jean King         | Helen Cawley JoAnne Russell                 | 6-1, 7-5      | details |
| 25.  | 1978-01-08 | WTA Washington      | tapijt (i)    | Billie Jean King         | Betty Stöve Wendy Turnbull                  | 6-3, 7-5      | details |
| 26.  | 1978-01-22 | WTA Houston         | tapijt (i)    | Billie Jean King         | Greer Stevens Mona Guerrant                 | 7-6, 4-6, 7-6 | details |
| 27.  | 1978-02-26 | WTA Detroit         | tapijt (i)    | Billie Jean King         | Kerry Reid Wendy Turnbull                   | 6-3, 6-4      | details |
| 28.  | 1978-03-05 | WTA Kansas City     | hardcourt (i) | Billie Jean King         | Kerry Reid Wendy Turnbull                   | 6-4, 6-4      | details |
| 29.  | 1978-03-12 | WTA Dallas          | tapijt (i)    | Anne Smith               | Evonne Goolagong Betty Stöve                | 6-3, 7-6      | details |
| 30.  | 1978-03-19 | WTA Boston          | tapijt (i)    | Billie Jean King         | Evonne Goolagong Betty Stöve                | 6-3, 6-2      | details |
| 31.  | 1978-04-09 | WTA Salt Lake City  | tapijt (i)    | Billie Jean King         | Françoise Dürr Virginia Wade                | 6-4, 6-4      | details |
| 32.  | 1978-04-16 | WTA Hilton Head     | gravel        | Billie Jean King         | Mona Guerrant Greer Stevens                 | 6-3, 7-5      | details |
| 33.  | 1978-09-10 | US Open             | hardcourt     | Billie Jean King         | Kerry Reid Wendy Turnbull                   | 7-6, 6-4      | details |
| 34.  | 1978-11-12 | WTA Clearwater      | hardcourt     | Anne Smith               | Kerry Reid Wendy Turnbull                   | 7-6, 6-3      | details |
| 35.  | 1978-11-20 | WTA Palm Springs    | hardcourt     | Billie Jean King         | Kerry Reid Wendy Turnbull                   | 6-2, 6-2      | details |
| 36.  | 1978-11-27 | WTA Tokio           | tapijt (i)    | Betty Stöve              | Tracy Austin Kathy May                      | 4-6, 7-6, 6-3 | details |
| 37.  | 1979-01-21 | WTA Houston         | tapijt (i)    | Janet Newberry           | Pam Shriver Betty Stöve                     | 4-6, 6-4, 6-2 | details |
| 38.  | 1979-03-04 | WTA Dallas          | tapijt (i)    | Anne Smith               | Chris Evert Rosie Casals                    | 7-6, 6-2      | details |
| 39.  | 1979-04-15 | WTA Hilton Head     | gravel        | Rosie Casals             | Françoise Dürr Betty Stöve                  | 6-4, 7-5      | details |
| 40.  | 1979-07-08 | Wimbledon           | gras          | Billie Jean King         | Betty Stöve Wendy Turnbull                  | 5-7, 6-3, 6-2 | details |
| 41.  | 1979-08-05 | WTA San Diego       | hardcourt     | Rosie Casals             | Ann Kiyomura Betty-Ann Stuart               | 3-6, 6-4, 6-2 | details |
| 42.  | 1979-10-07 | WTA Minneapolis     | tapijt (i)    | Billie Jean King         | Betty Stöve Wendy Turnbull                  | 6-4, 7-6      | details |
| 43.  | 1979-11-11 | WTA Filderstadt     | hardcourt (i) | Billie Jean King         | Betty Stöve Wendy Turnbull                  | 6-3, 6-3      | details |
| 44.  | 1980-01-08 | WTA Washington      | tapijt (i)    | Billie Jean King         | Rosie Casals Chris Evert                    | 6-4, 6-3      | details |
| 45.  | 1980-01-20 | WTA Kansas City     | tapijt (i)    | Billie Jean King         | Laura duPont Pam Shriver                    | 6-3, 6-1      | details |
| 46.  | 1980-01-27 | WTA Chicago         | tapijt (i)    | Billie Jean King         | Sylvia Hanika Kathy Jordan                  | 6-3, 6-4      | details |
| 47.  | 1980-02-10 | WTA Inglewood       | tapijt (i)    | Rosie Casals             | Kathy Jordan Anne Smith                     | 7-6, 6-2      | details |
| 48.  | 1980-03-09 | WTA Dallas          | tapijt (i)    | Billie Jean King         | Rosie Casals Wendy Turnbull                 | 4-6, 6-3, 6-3 | details |
| 49.  | 1980-03-23 | WTA Championships   | tapijt (i)    | Billie Jean King         | Rosie Casals Wendy Turnbull                 | 6-3, 4-6, 6-3 | details |
| 50.  | 1980-04-06 | WTA Tokio           | tapijt (i)    | Billie Jean King         | Sue Barker Ann Kiyomura                     | 7-5, 6-3      | details |
| 51.  | 1980-07-27 | WTA Richmond        | tapijt (i)    | Billie Jean King         | Pam Shriver Anne Smith                      | 6-4, 4-6, 6-3 | details |
| 52.  | 1980-08-24 | WTA Mahwah          | hardcourt     | Candy Reynolds           | Pam Shriver Betty Stöve                     | 4-6, 6-3, 6-1 | details |
| 53.  | 1980-09-07 | US Open             | hardcourt     | Billie Jean King         | Pam Shriver Betty Stöve                     | 7-6, 7-5      | details |
| 54.  | 1980-11-30 | Australian Open     | gras          | Betsy Nagelsen           | Ann Kiyomura Candy Reynolds                 | 6-4, 6-4      | details |
| 55.  | 1981-02-01 | WTA Chicago         | tapijt (i)    | Pam Shriver              | Barbara Potter Sharon Walsh                 | 6-3, 6-1      | details |
| 56.  | 1981-03-15 | WTA Dallas          | tapijt (i)    | Pam Shriver              | Kathy Jordan Anne Smith                     | 7-5, 6-4      | details |
| 57.  | 1981-03-29 | WTA Championships   | tapijt (i)    | Pam Shriver              | Barbara Potter Sharon Walsh                 | 6-0, 7-6      | details |
| 58.  | 1981-05-03 | WTA Orlando         | gravel        | Pam Shriver              | Rosie Casals Wendy Turnbull                 | 6-1, 7-6      | details |
| 59.  | 1981-06-21 | WTA Eastbourne      | gras          | Pam Shriver              | Kathy Jordan Anne Smith                     | 6-7, 6-2, 6-1 | details |
| 60.  | 1981-07-05 | Wimbledon           | gras          | Pam Shriver              | Kathy Jordan Anne Smith                     | 6-3, 7-6      | details |
| 61.  | 1981-08-23 | WTA Toronto         | hardcourt     | Pam Shriver              | Candy Reynolds Anne Smith                   | 7-6, 7-6      | details |
| 62.  | 1981-10-04 | WTA Minneapolis     | tapijt (i)    | Pam Shriver              | Rosie Casals Wendy Turnbull                 | 6-3, 7-6      | details |
| 63.  | 1981-11-01 | WTA Filderstadt     | hardcourt (i) | Mima Jaušovec            | Barbara Potter Anne Smith                   | 6-4, 6-1      | details |
| 64.  | 1981-11-29 | WTA Sydney          | gras          | Pam Shriver              | Kathy Jordan Anne Smith                     | 6-7, 6-2, 6-4 | details |
| 65.  | 1981-12-20 | WTA East Rutherford | hardcourt (i) | Pam Shriver              | Rosie Casals Wendy Turnbull                 | 6-3, 6-4      | details |
| 66.  | 1982-01-31 | WTA Chicago         | tapijt (i)    | Pam Shriver              | Rosie Casals Wendy Turnbull                 | 7-5, 6-4      | details |
| 67.  | 1982-03-14 | WTA Dallas          | tapijt (i)    | Pam Shriver              | Billie Jean King Ilana Kloss                | 6-4, 6-4      | details |
| 68.  | 1982-03-28 | WTA Championships   | tapijt (i)    | Pam Shriver              | Kathy Jordan Anne Smith                     | 6-4, 6-3      | details |
| 69.  | 1982-04-11 | WTA Hilton Head     | gravel        | Pam Shriver              | JoAnne Russell Virginia Ruzici              | 6-1, 6-2      | details |
| 70.  | 1982-04-21 | WTA Fort Worth      | tapijt (i)    | Pam Shriver              | Kathy Jordan Anne Smith                     | 7-5, 6-3      | details |
| 71.  | 1982-06-06 | Roland Garros       | gravel        | Anne Smith               | Rosie Casals Wendy Turnbull                 | 6-3, 6-4      | details |
| 72.  | 1982-06-20 | WTA Eastbourne      | gras          | Pam Shriver              | Kathy Jordan Anne Smith                     | 6-3, 6-4      | details |
| 73.  | 1982-07-04 | Wimbledon           | gras          | Pam Shriver              | Kathy Jordan Anne Smith                     | 6-4, 6-1      | details |
| 74.  | 1982-08-22 | WTA Montréal        | hardcourt     | Candy Reynolds           | Barbara Potter Sharon Walsh                 | 6-4, 6-4      | details |
| 75.  | 1982-10-24 | WTA Filderstadt     | hardcourt (i) | Pam Shriver              | Candy Reynolds Anne Smith                   | 6-2, 6-3      | details |
| 76.  | 1982-10-31 | WTA Brighton        | tapijt (i)    | Pam Shriver              | Barbara Potter Sharon Walsh                 | 2-6, 7-5, 6-4 | details |
| 77.  | 1982-11-28 | WTA Sydney          | gras          | Pam Shriver              | Claudia Kohde-Kilsch Eva Pfaff              | 6-2, 2-6, 7-6 | details |
| 78.  | 1982-12-05 | Australian Open     | gras          | Pam Shriver              | Claudia Kohde-Kilsch Eva Pfaff              | 6-4, 6-2      | details |
| 79.  | 1982-12-19 | WTA East Rutherford | hardcourt (i) | Pam Shriver              | Candy Reynolds Paula Smith                  | 6-4, 7-5      | details |
| 80.  | 1983-01-09 | WTA Washington      | tapijt (i)    | Pam Shriver              | Kathy Jordan Anne Smith                     | 4-6, 7-5, 6-3 | details |
| 81.  | 1983-01-16 | WTA Houston         | tapijt (i)    | Pam Shriver              | Jo Durie Barbara Potter                     | 6-4, 6-3      | details |
| 82.  | 1983-02-20 | WTA Chicago         | tapijt (i)    | Pam Shriver              | Kathy Jordan Anne Smith                     | 6-1, 6-2      | details |
| 83.  | 1983-03-13 | WTA Dallas          | tapijt (i)    | Pam Shriver              | Rosie Casals Wendy Turnbull                 | 6-3, 6-2      | details |
| 84.  | 1983-03-27 | WTA Championships   | tapijt (i)    | Pam Shriver              | Claudia Kohde-Kilsch Eva Pfaff              | 7-5, 6-2      | details |
| 85.  | 1983-04-10 | WTA Hilton Head     | gravel        | Candy Reynolds           | Andrea Jaeger Paula Smith                   | 6-2, 6-3      | details |
| 86.  | 1983-06-19 | WTA Eastbourne      | gras          | Pam Shriver              | Jo Durie Anne Hobbs                         | 6-1, 6-0      | details |
| 87.  | 1983-07-03 | Wimbledon           | gras          | Pam Shriver              | Rosie Casals Wendy Turnbull                 | 6-2, 6-2      | details |
| 88.  | 1983-08-14 | WTA Los Angeles     | hardcourt     | Pam Shriver              | Betsy Nagelsen Virginia Ruzici              | 6-1, 6-0      | details |
| 89.  | 1983-09-11 | US Open             | hardcourt     | Pam Shriver              | Rosalyn Fairbank Candy Reynolds             | 6-7, 6-1, 6-3 | details |
| 90.  | 1983-10-16 | WTA Tarpon Springs  | hardcourt     | Pam Shriver              | Bonnie Gadusek Wendy White                  | 6-0, 6-1      | details |
| 91.  | 1983-10-30 | WTA Stuttgart       | hardcourt (i) | Candy Reynolds           | Virginia Ruzici Catherine Tanvier           | 6-2, 6-1      | details |
| 92.  | 1983-12-11 | Australian Open     | gras          | Pam Shriver              | Anne Hobbs Wendy Turnbull                   | 6-4, 6-7, 6-2 | details |
| 93.  | 1984-01-15 | WTA Oakland         | tapijt (i)    | Pam Shriver              | Rosie Casals Alycia Moulton                 | 6-2, 6-3      | details |
| 94.  | 1984-02-26 | WTA Livingston      | tapijt (i)    | Pam Shriver              | Jo Durie Ann Kiyomura                       | 6-4, 6-3      | details |
| 95.  | 1984-03-04 | WTA Championships   | tapijt (i)    | Pam Shriver              | Jo Durie Ann Kiyomura                       | 6-3, 6-1      | details |
| 96.  | 1984-06-10 | Roland Garros       | gravel        | Pam Shriver              | Claudia Kohde-Kilsch Hana Mandlíková        | 5-7, 6-3, 6-2 | details |
| 97.  | 1984-06-24 | WTA Eastbourne      | gras          | Pam Shriver              | Jo Durie Ann Kiyomura                       | 6-4, 6-2      | details |
| 98.  | 1984-07-08 | Wimbledon           | gras          | Pam Shriver              | Kathy Jordan Anne Smith                     | 6-3, 6-4      | details |
| 99.  | 1984-08-19 | WTA Mahwah          | hardcourt     | Pam Shriver              | Jo Durie Ann Kiyomura                       | 7-6, 3-6, 6-2 | details |
| 100. | 1984-09-09 | US Open             | hardcourt     | Pam Shriver              | Anne Hobbs Wendy Turnbull                   | 6-2, 6-4      | details |
| 101. | 1984-09-23 | WTA Fort Lauderdale | hardcourt     | Elizabeth Sayers         | Barbara Potter Sharon Walsh                 | 2-6, 6-2, 6-3 | details |
| 102. | 1984-09-30 | WTA New Orleans     | tapijt (i)    | Pam Shriver              | Wendy Turnbull Sharon Walsh                 | 6-4, 6-1      | details |
| 103. | 1984-11-18 | WTA Brisbane        | gras          | Pam Shriver              | Bettina Bunge Eva Pfaff                     | 6-3, 6-2      | details |
| 104. | 1984-12-09 | Australian Open     | gras          | Pam Shriver              | Claudia Kohde-Kilsch Helena Suková          | 6-3, 6-4      | details |
| 105. | 1985-01-13 | WTA Washington      | tapijt (i)    | Gigi Fernández           | Claudia Kohde-Kilsch Helena Suková          | 6-3, 3-6, 6-3 | details |
| 106. | 1985-02-11 | WTA Delray Beach    | hardcourt     | Gigi Fernández           | Kathy Jordan Hana Mandlíková                | 7-6, 6-2      | details |
| 107. | 1985-03-10 | WTA Princeton       | tapijt (i)    | Pam Shriver              | Marcella Mesker Elizabeth Smylie            | 7-5, 6-2      | details |
| 108. | 1985-03-24 | WTA Championships   | tapijt (i)    | Pam Shriver              | Claudia Kohde-Kilsch Helena Suková          | 6-7, 6-4, 7-6 | details |
| 109. | 1985-04-28 | WTA Orlando         | gravel        | Pam Shriver              | Elise Burgin Kathleen Horvath               | 6-3, 6-1      | details |
| 110. | 1985-05-05 | WTA Sugar Land      | gravel        | Elise Burgin             | Manuela Maleeva Helena Suková               | 6-1, 3-6, 6-3 | details |
| 111. | 1985-06-09 | Roland Garros       | gravel        | Pam Shriver              | Claudia Kohde-Kilsch Helena Suková          | 4-6, 6-2, 6-2 | details |
| 112. | 1985-06-23 | WTA Eastbourne      | gras          | Pam Shriver              | Kathy Jordan Elizabeth Smylie               | 7-5, 6-4      | details |
| 113. | 1985-08-11 | WTA Toronto         | hardcourt     | Gigi Fernández           | Marcella Mesker Pascale Paradis             | 6-4, 6-0      | details |
| 114. | 1985-11-17 | WTA Brisbane        | gras          | Pam Shriver              | Claudia Kohde-Kilsch Helena Suková          | 6-4, 6-7, 6-1 | details |
| 115. | 1985-12-08 | Australian Open     | gras          | Pam Shriver              | Claudia Kohde-Kilsch Helena Suková          | 6-3, 6-4      | details |
| 116. | 1986-01-12 | WTA Washington      | tapijt (i)    | Pam Shriver              | Claudia Kohde-Kilsch Helena Suková          | 6-3, 6-4      | details |
| 117. | 1986-01-19 | WTA Worcester       | tapijt (i)    | Pam Shriver              | Claudia Kohde-Kilsch Helena Suková          | 7-5, 6-3      | details |
| 118. | 1986-04-06 | WTA Marco Island    | gravel        | Andrea Temesvári         | Kathy Jordan Elise Burgin                   | 7-5, 6-2      | details |
| 119. | 1986-06-08 | Roland Garros       | gravel        | Andrea Temesvári         | Steffi Graf Gabriela Sabatini               | 6-1, 6-2      | details |
| 120. | 1986-06-22 | WTA Eastbourne      | gras          | Pam Shriver              | Claudia Kohde-Kilsch Helena Suková          | 6-2, 6-4      | details |
| 121. | 1986-07-06 | Wimbledon           | gras          | Pam Shriver              | Hana Mandlíková Wendy Turnbull              | 6-1, 6-3      | details |
| 122. | 1986-08-17 | WTA Los Angeles     | hardcourt     | Pam Shriver              | Claudia Kohde-Kilsch Helena Suková          | 6-4, 6-3      | details |
| 123. | 1986-09-07 | US Open             | hardcourt     | Pam Shriver              | Hana Mandlíková Wendy Turnbull              | 6-4, 3-6, 6-3 | details |
| 124. | 1986-10-19 | WTA Filderstadt     | hardcourt (i) | Pam Shriver              | Zina Garrison Gabriela Sabatini             | 7-6, 6-4      | details |
| 125. | 1986-11-09 | WTA Worcester       | tapijt (i)    | Pam Shriver              | Claudia Kohde-Kilsch Helena Suková          | 6-3, 6-1      | details |
| 126. | 1986-11-23 | WTA Championships   | tapijt (i)    | Pam Shriver              | Claudia Kohde-Kilsch Helena Suková          | 7-6, 6-3      | details |
| 127. | 1987-01-25 | Australian Open     | gras          | Pam Shriver              | Zina Garrison Lori McNeil                   | 6-1, 6-0      | details |
| 128. | 1987-03-01 | WTA Miami           | hardcourt     | Pam Shriver              | Claudia Kohde-Kilsch Helena Suková          | 6-3, 7-6      | details |
| 129. | 1987-04-26 | WTA Houston         | gravel        | Kathy Jordan             | Zina Garrison Lori McNeil                   | 6-2, 6-4      | details |
| 130. | 1987-05-10 | WTA Rome            | gravel        | Gabriela Sabatini        | Claudia Kohde-Kilsch Helena Suková          | 6-4, 6-1      | details |
| 131. | 1987-06-07 | Roland Garros       | gravel        | Pam Shriver              | Steffi Graf Gabriela Sabatini               | 6-2, 6-1      | details |
| 132. | 1987-08-16 | WTA Los Angeles     | hardcourt     | Pam Shriver              | Zina Garrison Lori McNeil                   | 6-3, 6-4      | details |
| 133. | 1987-09-13 | US Open             | hardcourt     | Pam Shriver              | Kathy Jordan Elizabeth Smylie               | 5-7, 6-4, 6-2 | details |
| 134. | 1987-10-18 | WTA Filderstadt     | hardcourt (i) | Pam Shriver              | Zina Garrison Lori McNeil                   | 6-1, 6-2      | details |
| 135. | 1987-11-22 | WTA Championships   | tapijt (i)    | Pam Shriver              | Claudia Kohde-Kilsch Helena Suková          | 6-1, 6-1      | details |
| 136. | 1988-01-24 | Australian Open     | hardcourt     | Pam Shriver              | Chris Evert Wendy Turnbull                  | 6-0, 7-5      | details |
| 137. | 1988-02-21 | WTA Oakland         | tapijt (i)    | Rosie Casals             | Hana Mandlíková Jana Novotná                | 6-4, 6-4      | details |
| 138. | 1988-02-28 | WTA Fairfax         | tapijt (i)    | Pam Shriver              | Gabriela Sabatini Helena Suková             | 6-3, 6-4      | details |
| 139. | 1988-04-10 | WTA Hilton Head     | gravel        | Lori McNeil              | Claudia Kohde-Kilsch Gabriela Sabatini      | 6-2, 2-6, 6-3 | details |
| 140. | 1988-06-05 | Roland Garros       | gravel        | Pam Shriver              | Claudia Kohde-Kilsch Helena Suková          | 6-2, 7-5      | details |
| 141. | 1988-10-16 | WTA Filderstadt     | hardcourt (i) | Iwona Kuczyńska          | Raffaella Reggi Elna Reinach                | 6-1, 6-4      | details |
| 142. | 1988-11-06 | WTA Worcester       | tapijt (i)    | Pam Shriver              | Gabriela Sabatini Helena Suková             | 6-3, 3-6, 7-5 | details |
| 143. | 1988-11-20 | WTA Championships   | tapijt (i)    | Pam Shriver              | Larisa Savtsjenko Natallja Zverava          | 6-3, 6-4      | details |
| 144. | 1989-01-15 | WTA Sydney          | hardcourt     | Pam Shriver              | Elizabeth Smylie Wendy Turnbull             | 6-3, 6-3      | details |
| 145. | 1989-01-29 | Australian Open     | hardcourt     | Pam Shriver              | Patty Fendick Jill Hetherington             | 3-6, 6-3, 6-2 | details |
| 146. | 1989-04-09 | WTA Hilton Head     | gravel        | Hana Mandlíková          | Mary-Lou Piatek Wendy White                 | 6-4, 6-1      | details |
| 147. | 1989-08-13 | WTA Los Angeles     | hardcourt     | Wendy Turnbull           | Mary Joe Fernandez Claudia Kohde-Kilsch     | 5-2, opg.     | details |
| 148. | 1989-09-10 | US Open             | hardcourt     | Hana Mandlíková          | Mary Joe Fernandez Pam Shriver              | 5-7, 6-4, 6-4 | details |
| 149. | 1989-11-05 | WTA Worcester       | tapijt (i)    | Pam Shriver              | Elise Burgin Rosalyn Fairbank               | 6-4, 4-6, 6-4 | details |
| 150. | 1989-11-19 | WTA Championships   | tapijt (i)    | Pam Shriver              | Larisa Savtsjenko Natallja Zverava          | 6-3, 6-2      | details |
| 151. | 1990-02-18 | WTA Chicago         | tapijt (i)    | Anne Smith               | Arantxa Sánchez Vicario Nathalie Tauziat    | 6-7, 6-4, 6-3 | details |
| 152. | 1990-02-25 | WTA Washington      | tapijt (i)    | Zina Garrison            | Ann Henricksson Dianne Van Rensburg         | 6-0, 6-3      | details |
| 153. | 1990-04-08 | WTA Hilton Head     | gravel        | Arantxa Sánchez Vicario  | Mercedes Paz Natallja Zverava               | 6-2, 6-1      | details |
| 154. | 1990-05-06 | WTA Hamburg         | gravel        | Gigi Fernández           | Larisa Neiland Helena Suková                | 6-2, 6-3      | details |
| 155. | 1990-09-09 | US Open             | hardcourt     | Gigi Fernández           | Jana Novotná Helena Suková                  | 6-2, 6-4      | details |
| 156. | 1991-04-28 | WTA Barcelona       | gravel        | Arantxa Sánchez Vicario  | Nathalie Tauziat Judith Wiesner             | 6-1, 6-3      | details |
| 157. | 1991-10-20 | WTA Filderstadt     | hardcourt (i) | Jana Novotná             | Pam Shriver Natallja Zverava                | 6-2, 5-7, 6-4 | details |
| 158. | 1991-11-24 | WTA Championships   | tapijt (i)    | Pam Shriver              | Gigi Fernández Jana Novotná                 | 4-6, 7-5, 6-4 | details |
| 159. | 1992-02-16 | WTA Chicago         | tapijt (i)    | Pam Shriver              | Katrina Adams Zina Garrison                 | 6-4, 7-6      | details |
| 160. | 1992-03-29 | WTA San Antonio     | hardcourt     | Pam Shriver              | Patty Fendick Andrea Strnadová              | 3-6, 6-2, 7-6 | details |
| 161. | 1993-02-07 | WTA Tokio           | tapijt (i)    | Helena Suková            | Lori McNeil Rennae Stubbs                   | 6-4, 6-3      | details |
| 162. | 1993-06-13 | WTA Birmingham      | gras          | Lori McNeil              | Pam Shriver Elizabeth Smylie                | 6-3, 6-4      | details |
| 163. | 1993-10-10 | WTA Zürich          | tapijt (i)    | Zina Garrison            | Gigi Fernández Natallja Zverava             | 6-3, 5-7, 6-3 | details |
| 164. | 1994-03-27 | WTA Houston         | gravel        | Manon Bollegraf          | Katrina Adams Zina Garrison                 | 6-4, 6-2      | details |
| 165. | 1994-10-09 | WTA Zürich          | tapijt (i)    | Manon Bollegraf          | Patty Fendick Meredith McGrath              | 7-6, 6-1      | details |
| 166. | 2002-05-25 | WTA Madrid          | gravel        | Natallja Zverava         | Rossana de los Ríos Arantxa Sánchez Vicario | 6-2, 6-3      | details |
| 167. | 2003-01-04 | WTA Gold Coast      | hardcourt     | Svetlana Koeznetsova     | Nathalie Dechy Émilie Loit                  | 6-4, 6-4      | details |
| 168. | 2003-02-23 | WTA Dubai           | hardcourt     | Svetlana Koeznetsova     | Cara Black Jelena Lichovtseva               | 6-3, 7-6      | details |
| 169. | 2003-04-06 | WTA Sarasota        | gravel        | Liezel Huber             | Shinobu Asagoe Nana Miyagi                  | 7-6, 6-3      | details |
| 170. | 2003-05-18 | WTA Rome            | gravel        | Svetlana Koeznetsova     | Jelena Dokić Nadja Petrova                  | 6-4, 5-7, 6-2 | details |
| 171. | 2003-08-17 | WTA Toronto         | hardcourt     | Svetlana Koeznetsova     | María Vento-Kabchi Angelique Widjaja        | 3-6, 6-1, 6-1 | details |
| 172. | 2003-09-28 | WTA Leipzig         | tapijt (i)    | Svetlana Koeznetsova     | Jelena Lichovtseva Nadja Petrova            | 3-6, 6-1, 6-3 | details |
| 173. | 2003-11-02 | WTA Philadelphia    | hardcourt (i) | Lisa Raymond             | Cara Black Rennae Stubbs                    | 6-3, 6-4      | details |
| 174. | 2004-05-23 | WTA Wenen           | gravel        | Lisa Raymond             | Cara Black Rennae Stubbs                    | 6-2, 7-5      | details |
| 175. | 2005-08-21 | WTA Toronto         | hardcourt     | Anna-Lena Grönefeld      | Conchita Martínez Virginia Ruano Pascual    | 5-7, 6-3, 6-4 | details |
| 176. | 2006-05-28 | WTA Straatsburg     | gravel        | Liezel Huber             | Martina Müller Andreea Vanc                 | 6-2, 7-6      | details |
| 177. | 2006-08-21 | WTA Montréal        | hardcourt     | Nadja Petrova            | Cara Black Anna-Lena Grönefeld              | 6-1, 6-2      | details |

## Dubbelspel verloren finales (61)
| Nr. | Datum      | Toernooi            | Ondergrond    | Partner                 | Tegenstandsters in finale                 | Score         |         |
| --- | ---------- | ------------------- | ------------- | ----------------------- | ----------------------------------------- | ------------- | ------- |
| 1.  | 1973-04-08 | WTA Sarasota        | gravel        | Marie Neumannová        | Patti Hogan Sharon Walsh                  | 6-4, 0-6, 3-6 | details |
| 2.  | 1973-06-10 | WTA Rome            | gravel        | Renáta Tomanová         | Olga Morozova Virginia Wade               | 6-3, 2-6, 5-7 | details |
| 3.  | 1973-08-26 | WTA Toronto         | gravel        | Helga Masthoff          | Evonne Goolagong Peggy Michel             | 3-6, 2-6      | details |
| 4.  | 1973-09-16 | WTA Charlotte       | gravel        | Ilana Kloss             | Evonne Goolagong Janet Young              | 2-6, 0-6      | details |
| 5.  | 1974-05-26 | WTA Hamburg         | gravel        | Renáta Tomanová         | Raquel Giscafré Helga Schultze            | 3-6, 2-6      | details |
| 6.  | 1974-12-08 | WTA Adelaide        | gras          | Kazuko Sawamatsu        | Evonne Goolagong Peggy Michel             | 3-6, 6-4, 5-7 | details |
| 7.  | 1974-12-22 | WTA Sydney          | gras          | Olga Morozova           | Evonne Goolagong Peggy Michel             | 7-6, 4-6, 1-6 | details |
| 8.  | 1975-02-09 | WTA Akron           | tapijt (i)    | Chris Evert             | Françoise Dürr Betty Stöve                | 5-7, 6-7      | details |
| 9.  | 1975-03-09 | WTA Boston          | tapijt (i)    | Chris Evert             | Rosie Casals Billie Jean King             | 3-6, 4-6      | details |
| 10. | 1975-09-28 | WTA Denver          | tapijt (i)    | Rosie Casals            | Françoise Dürr Betty Stöve                | 6-3, 1-6, 6-7 | details |
| 11. | 1975-10-12 | WTA Phoenix         | hardcourt     | Rosie Casals            | Françoise Dürr Betty Stöve                | 7-6, 4-6, 0-6 | details |
| 12. | 1975-10-19 | WTA Orlando         | gravel        | Chris Evert             | Rosie Casals Wendy Overton                | forfait       | details |
| 13. | 1976-01-18 | WTA Houston         | tapijt (i)    | Chris Evert             | Rosie Casals Françoise Dürr               | 0-6, 5-7      | details |
| 14. | 1976-01-31 | WTA Chicago         | tapijt (i)    | Evonne Goolagong        | Olga Morozova Virginia Wade               | 7-6, 4-6, 4-6 | details |
| 15. | 1976-06-20 | WTA Eastbourne      | gras          | Chris Evert             | Olga Morozova Virginia Wade               | gedeeld       | details |
| 16. | 1976-10-18 | WTA Hilton Head     | gravel        | Virginia Wade           | Sue Barker Evonne Goolagong               | 4-6, 6-4, 3-6 | details |
| 17. | 1977-02-06 | WTA Seattle         | tapijt (i)    | Françoise Dürr          | Rosie Casals Chris Evert                  | 4-6, 6-3, 3-6 | details |
| 18. | 1977-02-20 | WTA Los Angeles     | hardcourt (i) | Betty Stöve             | Rosie Casals Chris Evert                  | 2-6, 4-6      | details |
| 19. | 1977-03-20 | WTA Philadelphia    | hardcourt (i) | Betty Stöve             | Françoise Dürr Virginia Wade              | 4-6, 6-4, 4-6 | details |
| 20. | 1977-07-03 | Wimbledon           | gras          | Betty Stöve             | Helen Cawley JoAnne Russell               | 3-6, 3-6      | details |
| 21. | 1977-10-23 | WTA São Paulo       | gravel        | Betty Stöve             | Kerry Reid Wendy Turnbull                 | 3-6, 7-5, 2-6 | details |
| 22. | 1978-06-25 | WTA Eastbourne      | gras          | Billie Jean King        | Chris Evert Betty Stöve                   | 4-6, 7-6, 5-7 | details |
| 23. | 1978-10-01 | WTA Atlanta         | tapijt (i)    | Anne Smith              | Françoise Dürr Virginia Wade              | 6-4, 2-6, 4-6 | details |
| 24. | 1978-10-08 | WTA Phoenix         | hardcourt     | Anne Smith              | Tracy Austin Betty Stöve                  | 4-6, 7-6, 2-6 | details |
| 25. | 1979-02-18 | WTA Inglewood       | tapijt (i)    | Anne Smith              | Rosie Casals Chris Evert                  | 4-6, 6-1, 3-6 | details |
| 26. | 1979-06-16 | WTA Chichester      | gras          | Billie Jean King        | Greer Stevens Wendy Turnbull              | 3-6, 6-1, 5-7 | details |
| 27. | 1979-08-19 | WTA Richmond        | tapijt (i)    | Billie Jean King        | Betty Stöve Wendy Turnbull                | 1-6, 4-6      | details |
| 28. | 1979-09-09 | US Open             | hardcourt     | Billie Jean King        | Betty Stöve Wendy Turnbull                | 4-6, 3-6      | details |
| 29. | 1980-09-21 | WTA Las Vegas       | hardcourt (i) | Betty Stöve             | Kathy Jordan Anne Smith                   | 6-2, 4-6, 3-6 | details |
| 30. | 1980-10-19 | WTA Deerfield Beach | hardcourt     | Candy Reynolds          | Andrea Jaeger Regina Maršíková            | 6-1, 1-6, 2-6 | details |
| 31. | 1980-10-26 | WTA Brighton        | tapijt (i)    | Betty Stöve             | Kathy Jordan Anne Smith                   | 3-6, 5-7      | details |
| 32. | 1981-01-25 | WTA Cincinnati      | tapijt (i)    | Pam Shriver             | Kathy Jordan Anne Smith                   | 6-1, 3-6, 3-6 | details |
| 33. | 1981-02-15 | WTA Oakland         | tapijt (i)    | Virginia Wade           | Rosie Casals Wendy Turnbull               | 1-6, 4-6      | details |
| 34. | 1981-10-11 | WTA Tampa           | hardcourt     | Renáta Tomanová         | Rosie Casals Wendy Turnbull               | 3-6, 4-6      | details |
| 35. | 1981-12-13 | Australian Open     | gras          | Pam Shriver             | Kathy Jordan Anne Smith                   | 2-6, 5-7      | details |
| 36. | 1982-01-10 | WTA Washington      | tapijt (i)    | Pam Shriver             | Kathy Jordan Anne Smith                   | 2-6, 6-3, 1-6 | details |
| 37. | 1983-04-24 | WTA Orlando         | gravel        | Pam Shriver             | Billie Jean King Anne Smith               | 3-6, 6-1, 6-7 | details |
| 38. | 1985-07-07 | Wimbledon           | gras          | Pam Shriver             | Kathy Jordan Elizabeth Smylie             | 7-5, 3-6, 4-6 | details |
| 39. | 1985-09-08 | US Open             | hardcourt     | Pam Shriver             | Claudia Kohde-Kilsch Helena Suková        | 7-6, 2-6, 3-6 | details |
| 40. | 1986-05-18 | WTA Berlijn         | gravel        | Andrea Temesvári        | Steffi Graf Helena Suková                 | 5-7, 2-6      | details |
| 41. | 1988-04-24 | WTA Houston         | gravel        | Lori McNeil             | Katrina Adams Zina Garrison               | 7-6, 2-6, 4-6 | details |
| 42. | 1989-04-16 | WTA Amelia Island   | gravel        | Pam Shriver             | Larisa Savtsjenko Natallja Zverava        | 6-7, 6-2, 1-6 | details |
| 43. | 1989-08-27 | WTA Toronto         | hardcourt     | Larisa Savtsjenko       | Gigi Fernández Robin White                | 1-6, 5-7      | details |
| 44. | 1990-03-04 | WTA Indian Wells    | hardcourt     | Gigi Fernández          | Jana Novotná Helena Suková                | 2-6, 6-7      | details |
| 45. | 1990-09-30 | WTA Nichirei        | tapijt (i)    | Gigi Fernández          | Mary Joe Fernandez Robin White            | 6-4, 3-6, 6-7 | details |
| 46. | 1991-02-17 | WTA Chicago         | tapijt (i)    | Pam Shriver             | Gigi Fernández Jana Novotná               | 2-6, 4-6      | details |
| 47. | 1991-11-10 | WTA Oakland         | tapijt (i)    | Pam Shriver             | Patty Fendick Gigi Fernández              | 4-6, 5-7      | details |
| 48. | 1992-02-02 | WTA Tokio           | tapijt (i)    | Pam Shriver             | Arantxa Sánchez Vicario Helena Suková     | 5-7, 1-6      | details |
| 49. | 1992-10-11 | WTA Zürich          | tapijt (i)    | Pam Shriver             | Helena Suková Natallja Zverava            | 6-7, 4-6      | details |
| 50. | 1993-10-17 | WTA Filderstadt     | hardcourt (i) | Patty Fendick           | Gigi Fernández Natallja Zverava           | 6-7, 4-6      | details |
| 51. | 1994-02-06 | WTA Tokio           | tapijt (i)    | Manon Bollegraf         | Pam Shriver Elizabeth Smylie              | 3-6, 6-3, 6-7 | details |
| 52. | 1994-02-13 | WTA Chicago         | tapijt (i)    | Manon Bollegraf         | Gigi Fernández Natallja Zverava           | 3-6, 6-3, 4-6 | details |
| 53. | 1994-11-06 | WTA Oakland         | tapijt (i)    | Gigi Fernández          | Lindsay Davenport Arantxa Sánchez Vicario | 5-7, 4-6      | details |
| 54. | 2001-04-15 | WTA Amelia Island   | gravel        | Arantxa Sánchez Vicario | Conchita Martínez Patricia Tarabini       | 4-6, 2-6      | details |
| 55. | 2003-06-15 | WTA Birmingham      | gras          | Alicia Molik            | Els Callens Meilen Tu                     | 5-7, 4-6      | details |
| 56. | 2003-09-07 | US Open             | hardcourt     | Svetlana Koeznetsova    | Virginia Ruano Pascual Paola Suárez       | 2-6, 3-6      | details |
| 57. | 2003-10-12 | WTA Filderstadt     | hardcourt (i) | Cara Black              | Lisa Raymond Rennae Stubbs                | 2-6, 4-6      | details |
| 58. | 2004-04-18 | WTA Charleston      | gravel        | Lisa Raymond            | Virginia Ruano Pascual Paola Suárez       | 4-6, 1-6      | details |
| 59. | 2004-08-29 | WTA New Haven       | hardcourt     | Lisa Raymond            | Nadja Petrova Meghann Shaughnessy         | 1-6, 6-1, 6-7 | details |
| 60. | 2006-03-26 | WTA Miami           | hardcourt     | Liezel Huber            | Lisa Raymond Samantha Stosur              | 4-6, 5-7      | details |
| 61. | 2006-06-25 | WTA Eastbourne      | gras          | Liezel Huber            | Svetlana Koeznetsova Amélie Mauresmo      | 2-6, 4-6      | details |

## Gemengd dubbelspel gewonnen titels (11)
| Nr. | Datum      | Toernooi        | Ondergrond | Partner         | Tegenstandsters in finale        | Score         |         |
| --- | ---------- | --------------- | ---------- | --------------- | -------------------------------- | ------------- | ------- |
| 1.  | 1974-06-16 | Roland Garros   | gravel     | Iván Molina     | Rosa Maria Darmon Marcello Lara  | 6-3, 6-3      | details |
| 2.  | 1976-10-18 | WTA Hilton Head | gravel     | Ilie Năstase    | Sue Barker Björn Borg            | 6-3, 6-3      | details |
| 3.  | 1985-06-09 | Roland Garros   | gravel     | Heinz Günthardt | Paula Smith Francisco González   | 2-6, 6-3, 6-2 | details |
| 4.  | 1985-07-07 | Wimbledon       | gras       | Paul McNamee    | Elizabeth Smylie John Fitzgerald | 7-5, 4-6, 6-2 | details |
| 5.  | 1985-09-08 | US Open         | hardcourt  | Heinz Günthardt | Elizabeth Smylie John Fitzgerald | 6-3, 6-4      | details |
| 6.  | 1987-09-13 | US Open         | hardcourt  | Emilio Sánchez  | Betsy Nagelsen Paul Annacone     | 6-4, 6-7, 7-6 | details |
| 7.  | 1993-07-04 | Wimbledon       | gras       | Mark Woodforde  | Manon Bollegraf Tom Nijssen      | 6-3, 6-4      | details |
| 8.  | 1995-07-09 | Wimbledon       | gras       | Jonathan Stark  | Gigi Fernández Cyril Suk         | 6-4, 6-4      | details |
| 9.  | 2003-01-26 | Australian Open | hardcourt  | Leander Paes    | Eléni Daniilídou Todd Woodbridge | 6-4, 7-5      | details |
| 10. | 2003-07-06 | Wimbledon       | gras       | Leander Paes    | Anastasia Rodionova Andy Ram     | 6-3, 6-3      | details |
| 11. | 2006-09-11 | US Open         | hardcourt  | Bob Bryan       | Květa Peschke Martin Damm        | 6-2, 6-3      | details |

## Gemengd dubbelspel verloren finales (6)
| Nr. | Datum      | Toernooi        | Ondergrond | Partner         | Tegenstandsters in finale          | Score         |         |
| --- | ---------- | --------------- | ---------- | --------------- | ---------------------------------- | ------------- | ------- |
| 1.  | 1986-07-06 | Wimbledon       | gras       | Heinz Günthardt | Kathy Jordan Ken Flach             | 3-6, 6-7      | details |
| 2.  | 1986-09-07 | US Open         | hardcourt  | Peter Fleming   | Raffaella Reggi Sergio Casal       | 4-6, 4-6      | details |
| 3.  | 1988-01-24 | Australian Open | hardcourt  | Tim Gullikson   | Jana Novotná Jim Pugh              | 7-5, 2-6, 4-6 | details |
| 4.  | 1993-09-12 | US Open         | hardcourt  | Mark Woodforde  | Helena Suková Todd Woodbridge      | 3-6, 6-7      | details |
| 5.  | 2004-02-01 | Australian Open | hardcourt  | Leander Paes    | Jelena Bovina Nenad Zimonjić       | 1-6, 6-7      | details |
| 6.  | 2005-06-05 | Roland Garros   | gravel     | Leander Paes    | Daniela Hantuchová Fabrice Santoro | 6-3, 3-6, 2-6 | details |